# جيريمياه وليامز كامينغز
جيريمياه وليامز كامينغز (بالإنجليزية: Jeremiah Williams Cummings)‏ هو كاتب أمريكي، ولد في 1 أبريل 1814، وتوفي في 4 يناير 1866.